# Mełno (powiat grudziądzki)

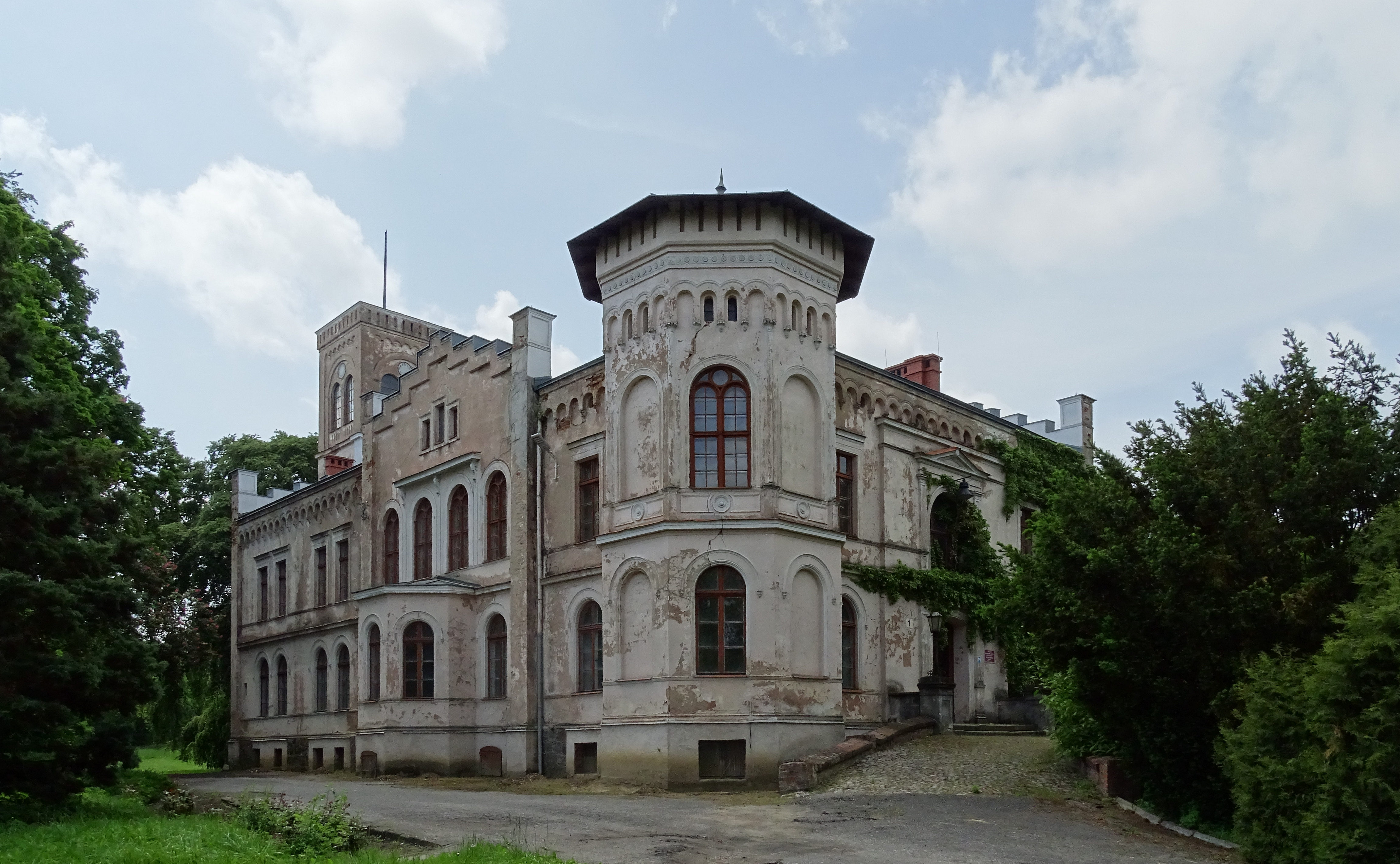
Pałac w Mełnie od podjazdu

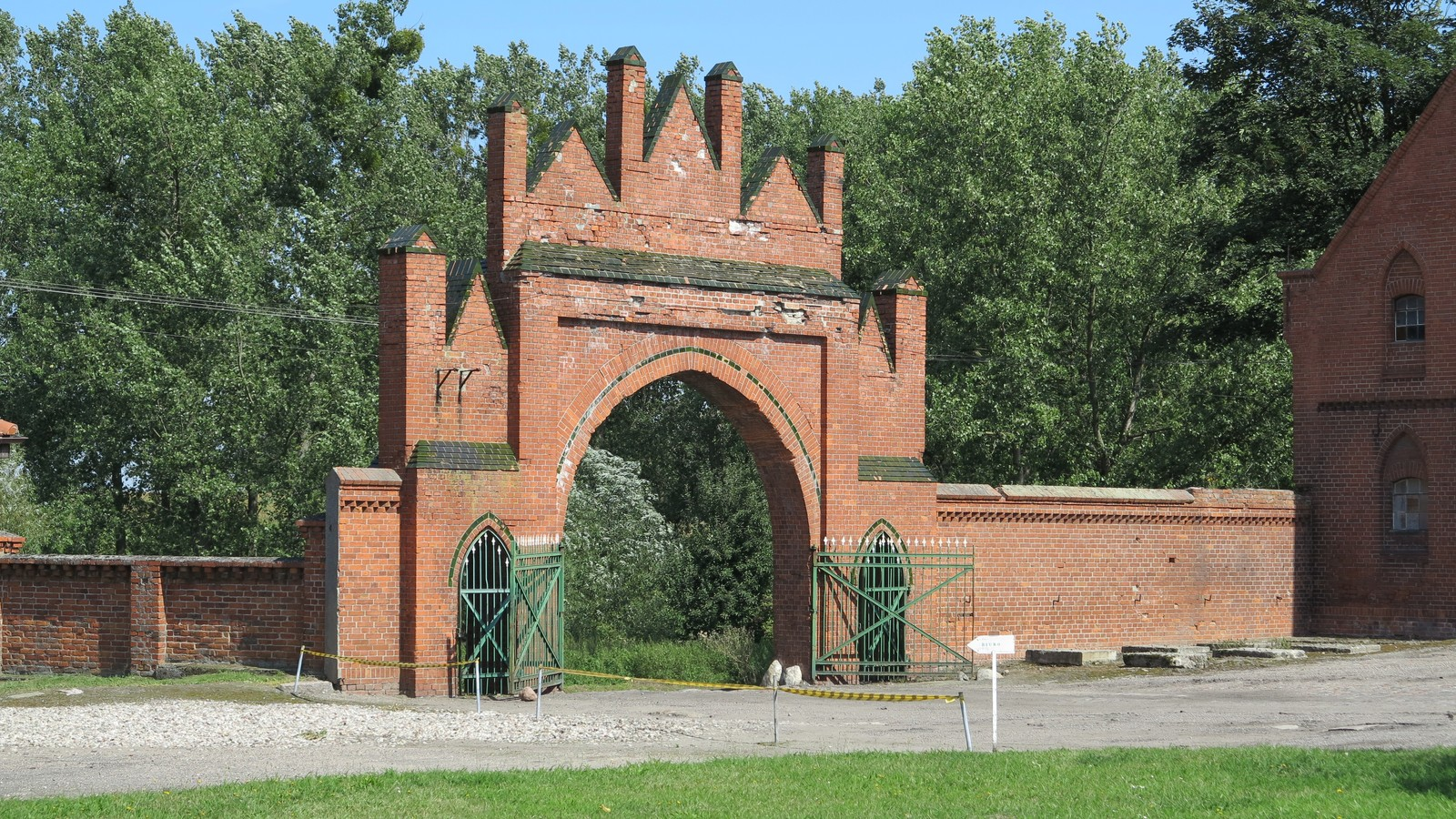
Brama

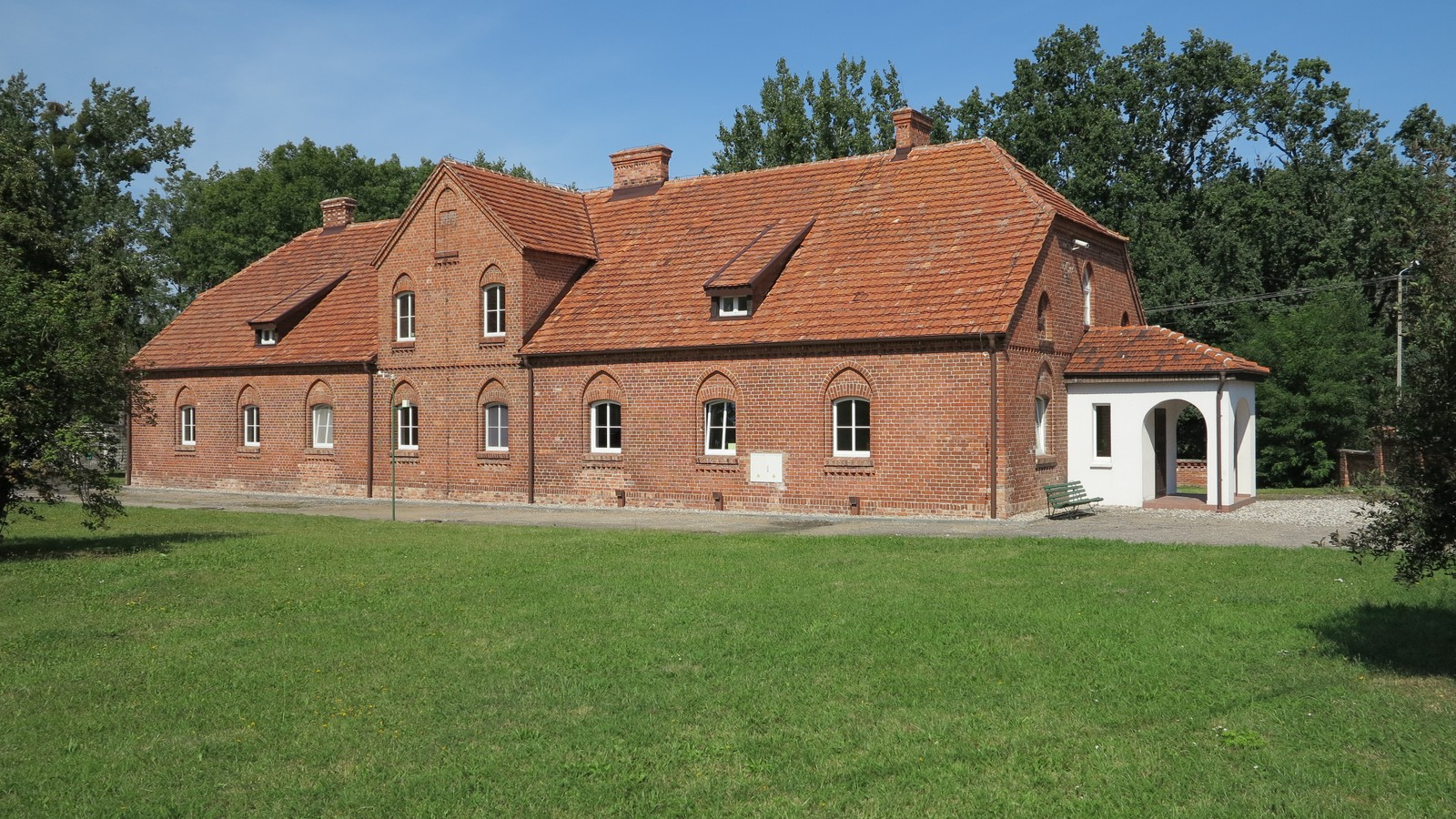
Laboratorium

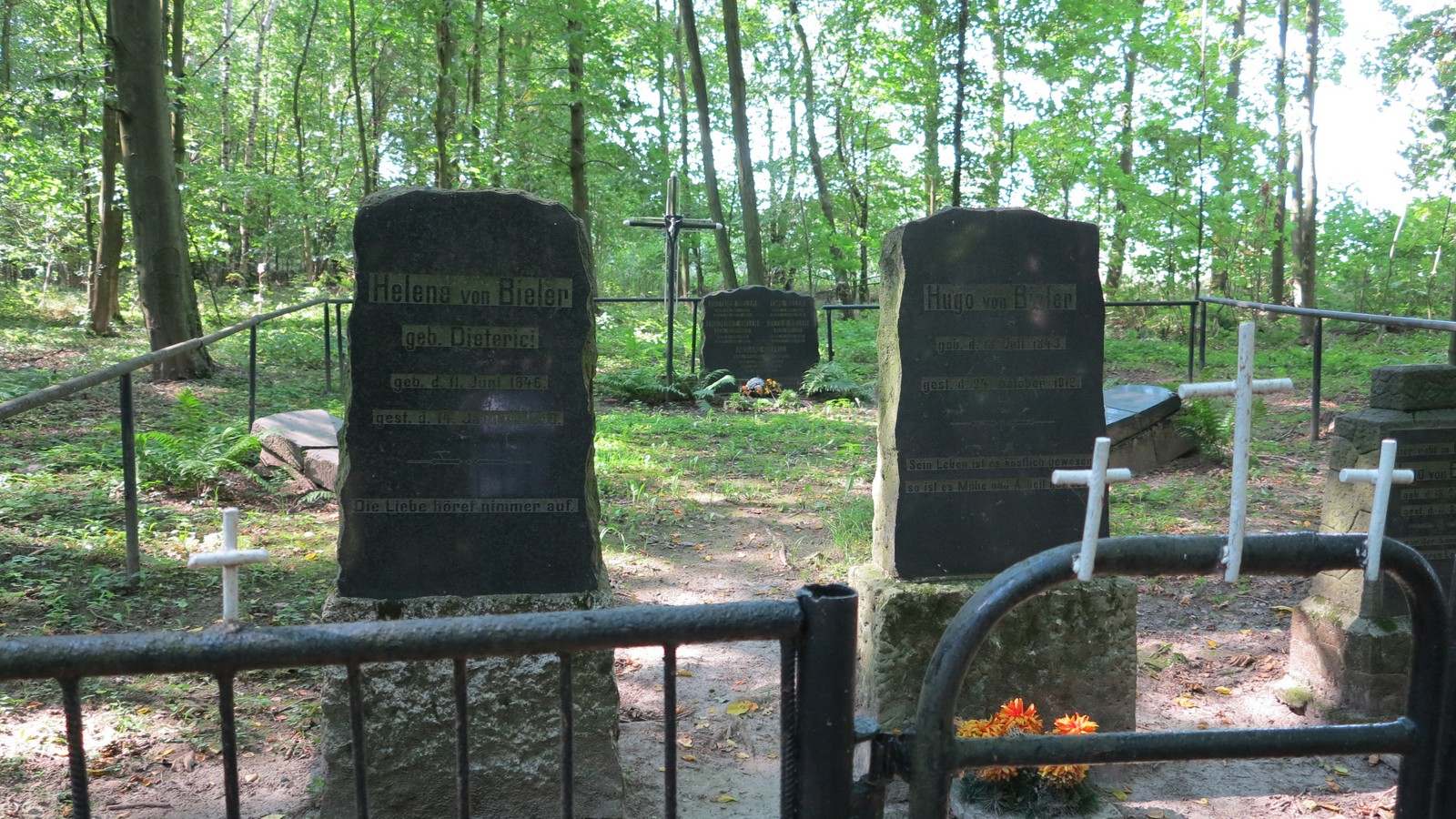
Cmentarz rodowy Bielerów

Mełno – wieś w Polsce położona w województwie kujawsko-pomorskim, w powiecie grudziądzkim, w gminie Gruta na drodze nr 538.

## Demografia
Według Narodowego Spisu Powszechnego (III 2011 r.) wieś liczyła 899 mieszkańców. Jest drugą co do wielkości miejscowością gminy Gruta.

## Historia
W tej miejscowości 27 września 1422 roku został zawarty pokój mełneński.
3 września 1939 roku oddziały niemieckie w czasie trwania kampanii wrześniowej prowadziły natarcie zdobywając Mełno i okoliczne przedmioty terenowe. Batalion II/67 pp ze wsparciem 81 kompanii czołgów rozpoznawczych TK wykonał kontratak na dwór i cukrownię Mełno, początkowo odnosząc sukces. Jednak ze względu na silny ogień niemieckiej broni maszynowej dalszy kontratak załamał się, nastąpiło wycofanie się sąsiednich batalionów z 14 pułku piechoty i 63 pułku piechoty, co zmusiło II baon do odwrotu. Ponownie poprowadzony kontratak II batalionu i batalionu I/14 pułku piechoty doprowadził do zdobycia dworu i cukrowni Mełno, a dalszy szturm na bagnety doprowadził do odzyskania terenu obok jeziora Mełno, a sam batalion  poniósł znaczne straty osobowe. Po walkach batalion został wycofany do lasu Wronie. W zajętych rejonach pododdziały 67 pułku piechoty pozostały do wieczora 4 września.

## Zabytki
W latach 1975–1998 miejscowość należała administracyjnie do województwa toruńskiego.
Według rejestru zabytków NID na listę zabytków wpisany jest zespół pałacowy i folwarczny z pocz. XIX w., nr rej.: A/36/1-16 z 5.07.2001:
- pałac w Mełnie z 1855 r. - Emil Bieler (właściciel majątku) wybudował pałac. Kolejnym właścicielem pałacu został Hugo Bieler – syn Emila. Wybudował on cukrownię, która ruszyła w 1884 r. Za zasługi dla Prus otrzymał tytuł szlachecki. Aby podkreślić świetność rodu Hugo von Bieler zlecił ozdobić hall i jadalnię pałacu bogatymi dębowymi boazeriami z nowo nadanymi herbami, a u grudziądzkiego malarza zamówił obrazy olejne z pobliskimi zamkami krzyżackimi. Ostatnim dziedzicem Mełna był dr Egbert von Bieler, który opuścił majątek w styczniu 1945 r. Od 1950 r. aż do dziś właścicielem pałacu jest Instytut Zootechniki - Państwowy Instytut Badawaczy w Krakowie[6].
- folwark, 1855-1940: rządcówka, dom robotników folwarcznych (dec. laboratorium), 3 obory, stajnia, 3 stodoły, owczarnia, gorzelnia, magazyn, szopa na maszyny, dom ogrodnika, ogrodzenie z bramą
- park z ogrodami użytkowymi z pocz. XIX w., nr rej.: A/631 z 16.02.1987 i A/905 z 12.01.2006
- cmentarz rodowy rodziny Bielerów, poł. XIX, nr rej.: A/905 z 12.01.2006.

- grodzisko piastowskie z XI-XII wieku, spalone przez plemiona pruskie na początku XIII wieku[7].